# Прибилешти (Марамуреш)
Прибилешти (рум. Pribilești) насеље је у Румунији у округу Марамуреш у општини Сатулунг. Oпштина се налази на надморској висини од 155 m.

## Становништво
Према подацима из 2002. године у насељу је живело 755 становника, од којих су сви румунске националности.